# Campylocheta hirticeps
Campylocheta hirticeps är en tvåvingeart som beskrevs av Hiroshi Shima 1985. Campylocheta hirticeps ingår i släktet Campylocheta och familjen parasitflugor. Inga underarter finns listade i Catalogue of Life.